# FIRA Nations Cup 1966-67
La FIRA Nations Cup de la temporada 1966-67  fue la 2° edición con esta denominación y la 7° temporada del segundo torneo en importancia de rugby en Europa, luego del Torneo de las Seis Naciones.

## FIRA Nations Cup
| Lugar | Selección | Partidos | Partidos | Partidos  | Partidos | Puntos  | Puntos    | Puntos | Tabla de puntos |
| Lugar | Selección | Jugados  | Ganados  | Empatados | Perdidos | A favor | En contra | dif.   | Tabla de puntos |
| ----- | --------- | -------- | -------- | --------- | -------- | ------- | --------- | ------ | --------------- |
| 1     | Francia   | 3        | 3        | 0         | 0        | 125     | 30        | + 95   | 6               |
| 2     | Rumania   | 3        | 2        | 0         | 1        | 73      | 18        | + 55   | 4               |
| 3     | Italia    | 3        | 1        | 0         | 2        | 22      | 87        | - 55   | 2               |
| 4     | Portugal  | 3        | 0        | 0         | 3        | 23      | 108       | - 85   | 0               |

| Bandera de Francia |
| Campeón Francia    |
| Séptimo título     |

## Segunda División
| Lugar | Selección      | Partidos | Partidos | Partidos  | Partidos | Puntos  | Puntos    | Puntos | Tabla de puntos |
| Lugar | Selección      | Jugados  | Ganados  | Empatados | Perdidos | A favor | En contra | dif.   | Tabla de puntos |
| ----- | -------------- | -------- | -------- | --------- | -------- | ------- | --------- | ------ | --------------- |
| 1     | Checoslovaquia | 3        | 3        | 0         | 0        | 31      | 13        | + 18   | 6               |
| 2     | España         | 3        | 2        | 0         | 1        | 25      | 14        | + 11   | 4               |
| 3     | Marruecos      | 2        | 0        | 0         | 2        | 0       | 9         | - 9    | 0               |
| 4     | Países Bajos   | 2        | 0        | 0         | 2        | 10      | 30        | - 20   | 0               |

| Bandera de Checoslovaquia |
| Campeón Checoslovaquia    |
| Primer título             |